# Oswaldo Payá
Oswaldo Payá Sardiñas (L'Avana, 29 febbraio 1952 – Bayamo, 23 luglio 2012) è stato un attivista e politico cubano.
Leader del «Movimento Cristiano di Liberazione» dal 1987, è stato tra i più importanti dissidenti di Cuba del suo tempo.

## Biografia
Di profonda fede religiosa, divenne fin dall'adolescenza un oppositore del regime di Fidel Castro.
A 16 anni (1968) dovette svolgere il servizio militare obbligatorio. Per non aver voluto partecipare al trasferimento di un gruppo di prigionieri politici da una prigione all'altra, fu processato e condannato a tre anni di lavori forzati. Scontò la condanna nel'Isola dei Pini (oggi Isola della Gioventù).
A vent'anni (1972) si iscrisse all'Università dell'Avana; fu segnalato come "dissidente" e in poco tempo fu espulso. Continuò gli studi sia come autodidatta sia frequentando corsi serali.
Ebbe sempre difficoltà a trovare lavoro perché non era iscritto al Partito Comunista di Cuba né all'Unione dei giovani comunisti (UJC). La polizia del regime lo tenne costantemente sotto osservazione.
Nel 1987, dopo aver fondato il «Movimento Cristiano di Liberazione», Payà iniziò una campagna in favore del dialogo con il regime. L'11 giugno 1991 le cosiddette "Brigate di risposta veloce", una formazione paramilitare, entrarono con la violenza nella sua abitazione.
Nel 1993 Payà iniziò una raccolta di firme per chiedere libere elezioni a Cuba. Nel 1996 elaborò il «Progetto Varela», ovvero la richiesta di referendum sulle seguenti materie: libertà di associazione, libertà di parola e di stampa, diritto per i cittadini cubani di costituire imprese (riservato per legge agli stranieri), modifica della legge elettorale, amnistia per i prigionieri politici e indizione di elezioni entro un anno dall'approvazione delle riforme. Sulla base di questo progetto, Payà riunì la gran parte delle associazioni per i diritti civili dell'isola, pubblicando il manifesto Tutti uniti.
Il 5 luglio 2002 Fidel Castro bloccò la sessione dell'Assemblea in cui il provvedimento era in discussione. La proposta pacifica di Payà e la mobilitazione dei cittadini cubani richiamarono comunque l'attenzione internazionale verso l'isola.
Il 23 luglio 2012 Oswaldo Payá muore in un incidente stradale. La figlia Rosa Maria ha avanzato dubbi sul fatto che si sia trattato di una fatalità.

## Riconoscimenti
- Premio Sakharov per la libertà di pensiero dell'Europarlamento (2002) perché «rappresenta per molti cubani di oggi quello che Andrei Sakharov rappresentò negli anni '80 per molti cittadini sovietici: la speranza»[2];
- È stato candidato al Premio Nobel per la pace nel 2005.